# Joyas de la Corona
Las joyas de la Corona son joyas u objetos bien de piedras preciosas o de bisutería pertenecientes al reinado de una familia real en un determinado país. Pertenecen al soberano y son transmitidos al siguiente monarca para simbolizar el derecho al cargo (iura regalia). Normalmente incluyen una o más coronas, piedras preciosas, espadas, cetros o anillos.

## África

### Burundi

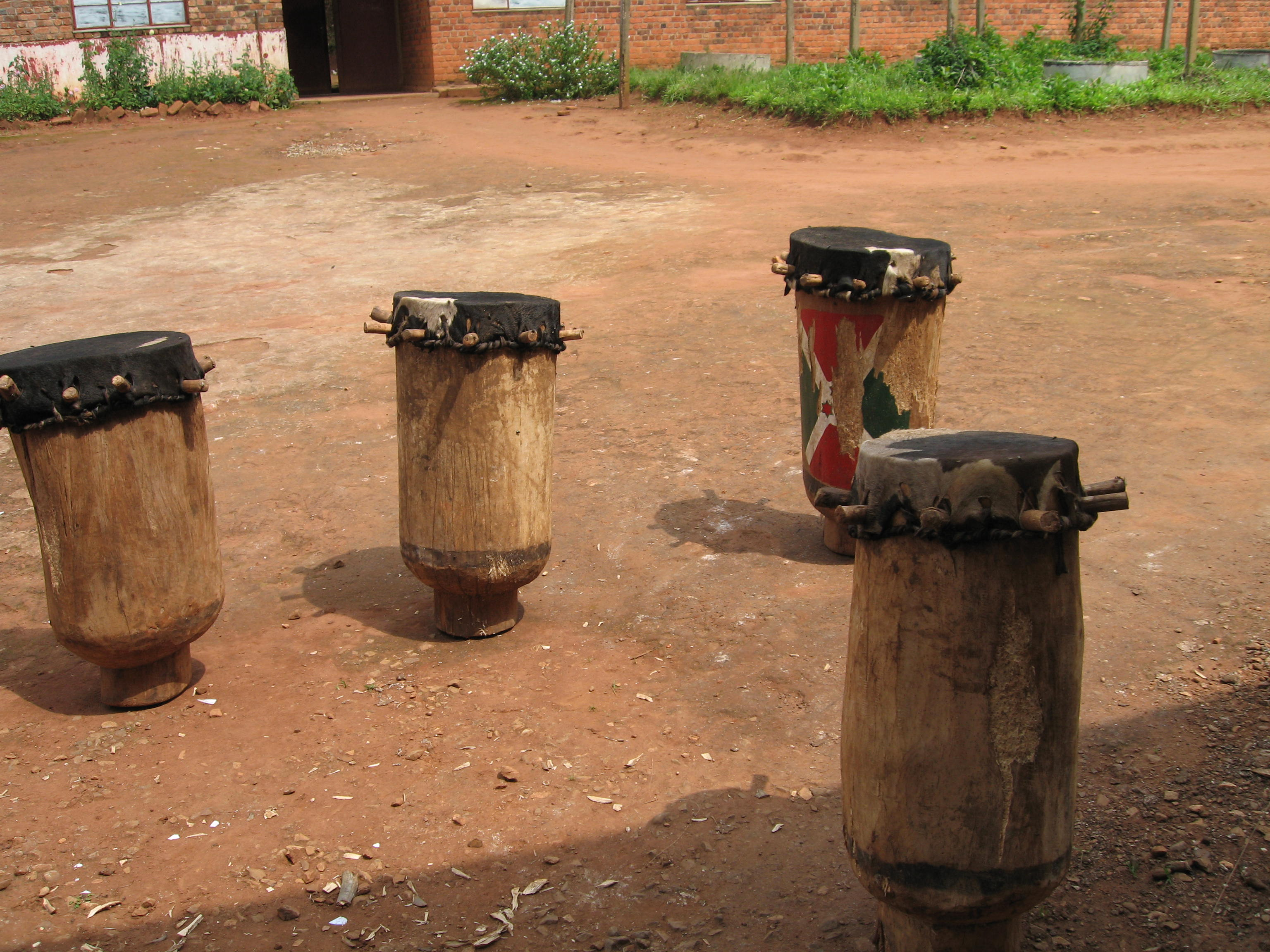
Tambores de Gitega, similares a los sagrados.

El emblema tradicional del mwami (rey) de Burundi era el tambor de Karyenda. Estos tambores santos fueron guardados en santuarios especiales del tambor a lo largo y ancho del país y salen al exterior solamente con motivo de ceremonias especiales.
Uno de dichos emplazamientos está en Gitega, localización de la corte real de Ibwami.

### Benín

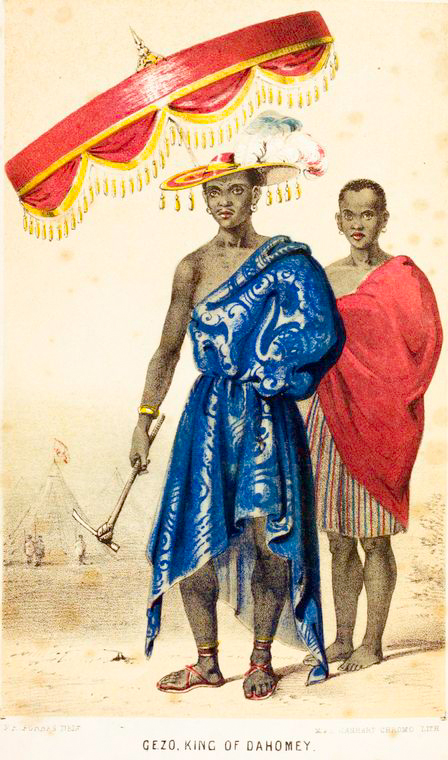
El parasol o awè.

La enorme colección de los ahosu (reyes) del Danhomè (Dahomey) se mantiene en la ciudad de Abomey. Desde los años 80 la Fundación Getty y la Unesco han estado intentando salvar los viejos palacios. Los palacios reales son hoy patrimonio de la humanidad de la Unesco. Las insignias reales que simbolizaban el poder real eran:
- el kataklè (taburete de tres patas)
- el afokpa (sandalias)
- el avotita (paño tejido adornado con el trabajo de aplique)
- el awè (parasol)
- el mankpo
- tan (arma de fuego) y el hwi (sable)

En el curso de la guerra contra el poder colonial francés muchos artículos fueron saqueados. La mayoría de ellos se pueden ver en el Museo de Historia de Abomey o el Museo del Hombre en París.

### Egipto

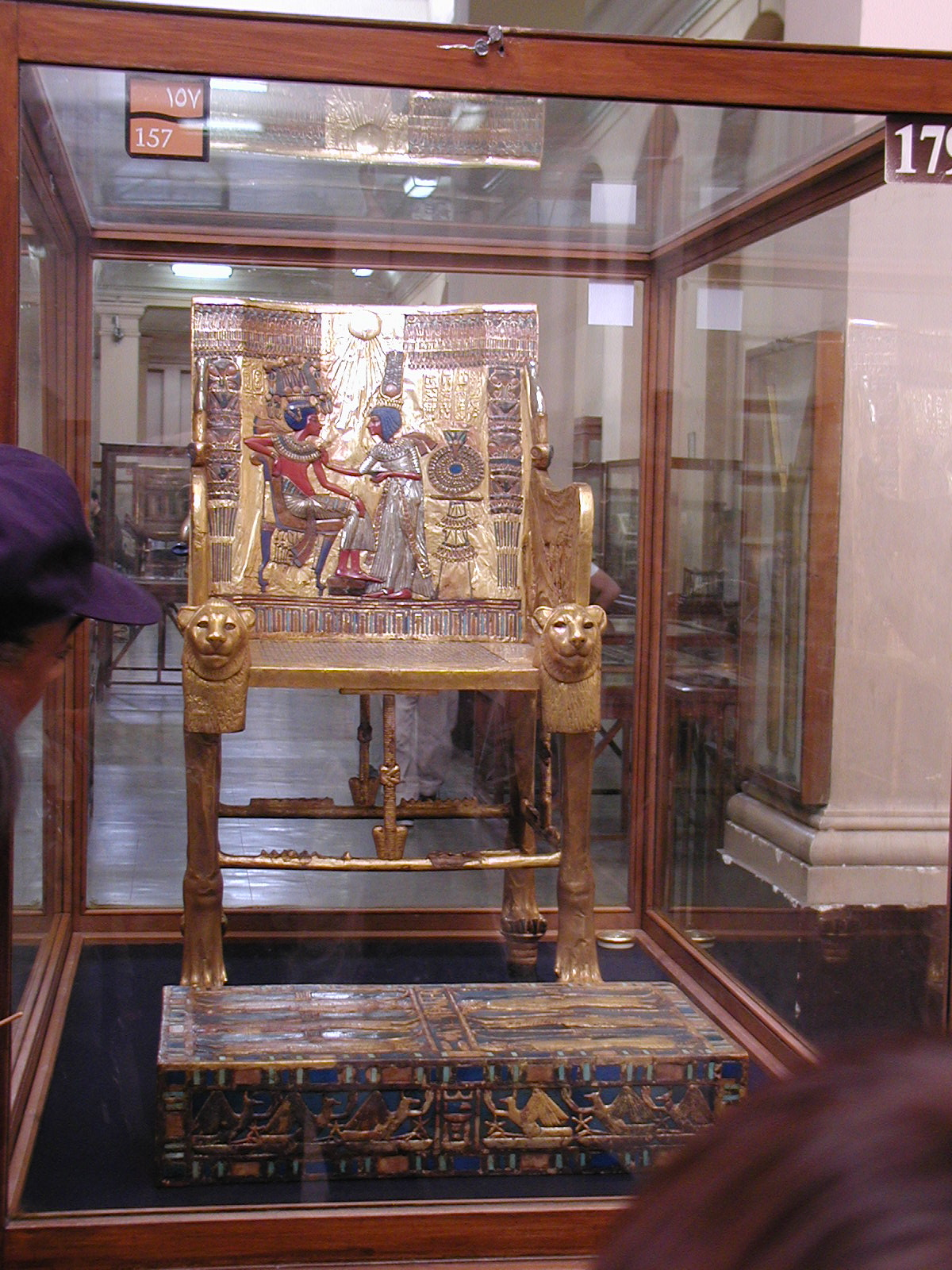
Trono de Tutankamón.

- Antiguo Egipto.

Los tesoros de los faraones pueden contemplarse en el Museo Egipcio de El Cairo
- Reino de Egipto.

La mayoría de las joyas de la Corona de la dinastía Mehmet Alí se encuentran en el Museo del Palacio de Abdín en El Cairo.

### Etiopía
Las joyas utilizadas por el emperador Haile Selassie y la emperatriz Menem Asfaw se encuentran en el Palacio Nacional en Adís Abeba. Las joyas de dinastías previas se encuentran en iglesias en otras partes de Etiopía.

### Ghana y Camerún
El símbolo del poder real de Asantehene (mandatario de Ashanti) es el Taburete Sagrado de Oro, el Sika 'dwa. Se usa para la coronación del rey y simboliza el poder de los Ashanti. Se custodia junto con el resto de joyas reales en el Palacio Real en Kumasi.

### Nigeria
Las joyas de la Corona de Nigeria se guardan normalmente en la capital de cada Estado. 

### Uganda
En Uganda, existen diferentes reinos. Durante las agitaciones producidas tras obtener la independencia, las monarquías fueron suprimidas. Tan solo en los años 1990 algunos reyes fueron restaurados en sus tronos. Aunque no manejan ningún poder político, siguen siendo un símbolo de la unidad y continuidad para su gente. Las joyas reales consistían normalmente en tambores reales y se guardan en los diversos palacios de las capitales de los Estados de Uganda.

## América

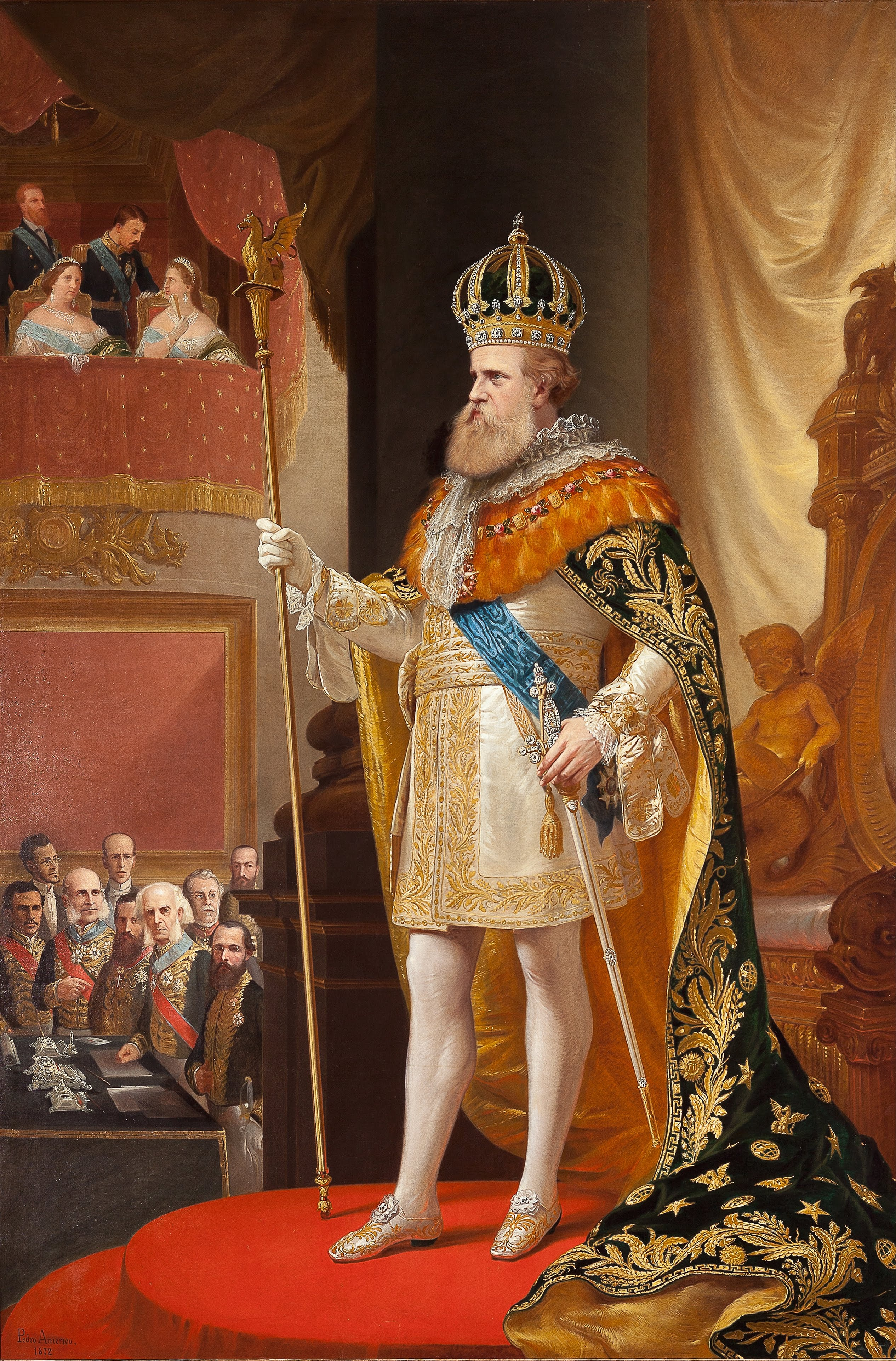
Pedro II de Brasil durante la apertura de la asamblea

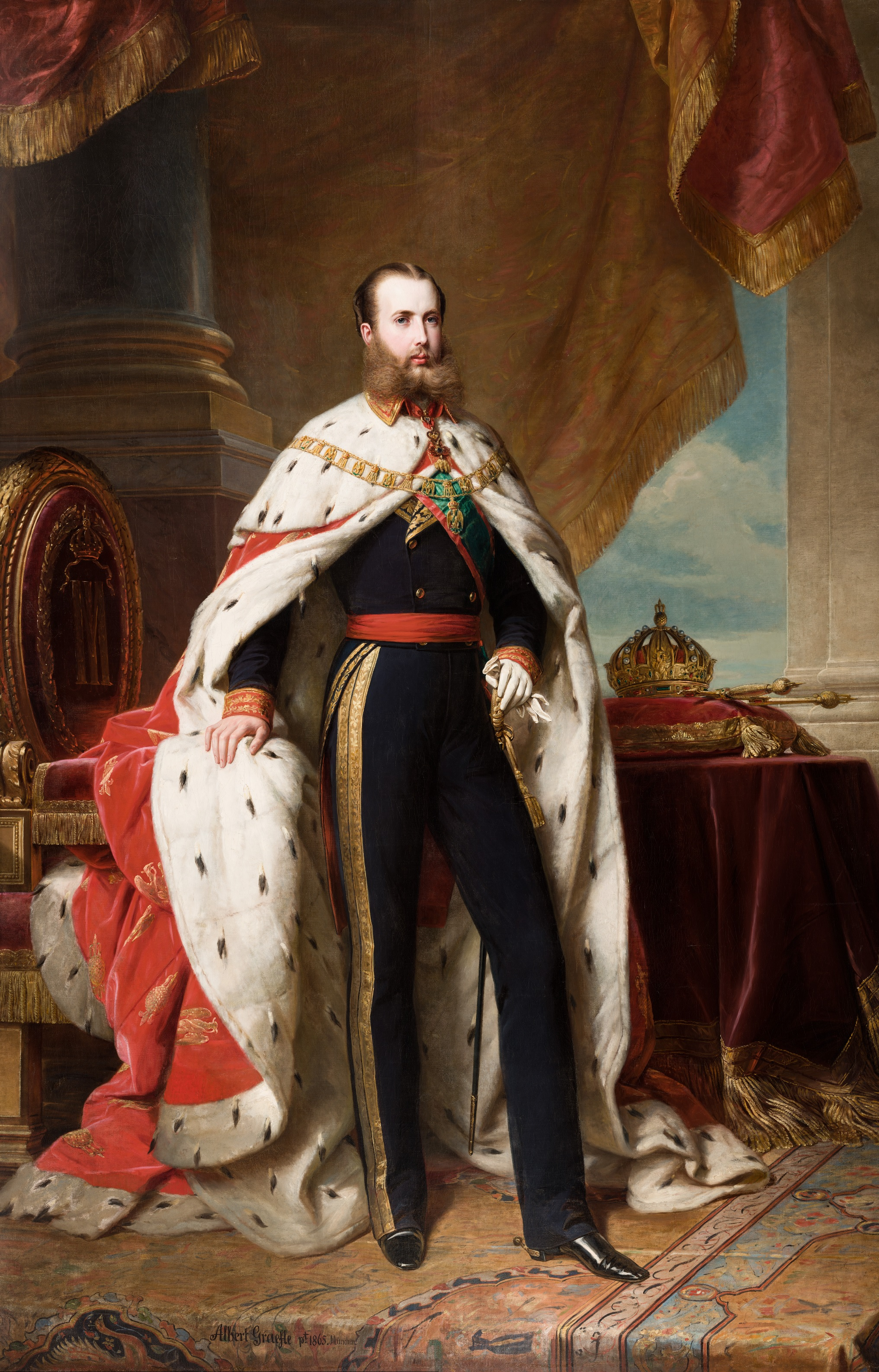
Maximiliano I de México

### Brasil
La corona imperial de Brasil junto con otras joyas y los recuerdos del Imperio brasileño se guardan en el Palacio Imperial de Petrópolis que fue residencia del emperador Pedro II. El palacio alberga en la actualidad al Museo Imperial de Brasil. Destaca la corona del emperador Pedro II, creada para la coronación del joven monarca de apenas 15 años de edad. 
También se encuentra la corona de Pedro I, la bóveda de oro, bronce y porcelana del Príncipe de Joinville, obsequiada por su padre el rey de Francia Luis Felipe I por su matrimonio con la princesa Francisca de Brasil. De la emperatriz Leopoldina pertenecen a la colección su collar de oro, esmeraldas y rubíes con los símbolos del imperio. Así como el collar de amatistas obsequiado por el emperador Pedro I a la baronesa, vizcondesa y marquesa de Santos, Domitila de Castro Canto y Melo.

### Chile
Araucanía y PatagoniaEl Reino de la Araucanía y la Patagonia (proclamado en 1860) posee una corona, presentada al príncipe Felipe I de Araucanía en 1986 por un grupo de araucanos. Previamente, la casa real no poseía ninguna.
Hecha de acero repujado y coronada de piedras del río Biobío, se encuentra en exposición en el Museo de los Reyes de Araucania, en el municipio de Tourtoirac en la Dordoña francesa.

### Estados Unidos
HawáiAlgunas de las joyas de la Corona y de los tronos originales del Reino de Hawái se encuentren custodiados en el Museo del Obispo. Las copias de los tronos se pueden contemplar en el Palacio 'Iolani. Algunos se encuentran en el Mausoleo Real de Mauna Ala.

### Perú
En el Antiguo Perú hubo variadas indumentarias reales para los señores y emperadores que dominaban en muchas y diferentes culturas, entre ellas el Imperio incaico. Estas se encuentran en diferentes museos del país, entre ellos, el Museo Oro del Perú y Armas del Mundo.

### Colombia
En el caso de Colombia, las joyas y variados instrumentos utilizados por las tribus precolombinas como los calima, los muiscas, la cultura quimbaya, de San Agustín, entre otras, se exhiben constantemente en el Museo del Oro de Bogotá.

### México
Las Joyas de la Corona de México se conforman por la Corona Imperial, el cetro, las espadas, los collares y medallas, las diademas de la Emperatriz Carlota de México y los tronos imperiales.

#### Primer Imperio Mexicano
La corona hecha para el emperador Agustín I en el Primer imperio Mexicano tuvo que ser desmembrada después de la coronación, debido a que estaba decorada con joyas prestadas. El trono imperial, hecho para el mismo monarca, se encuentra hoy en la Catedral Metropolitana de México junto a los restos del emperador y la bandera del Ejército Trigarante.

#### Segundo Imperio Mexicano
La segunda corona imperial fue hecha para el emperador Maximiliano I en el Segundo Imperio Mexicano, las joyas de la Corona Mexicana se encuentran en la Ciudad de México, en el Castillo de Chapultepec, antigua residencia imperial.

## Asia

### Birmania
Los tesoros de la dinastía birmana Konbaung se guardan en el Museo Nacional de Rangún. Incluyen objetos como el Sihasana Pallanka (Trono del Gran León). Otros elementos pueden contemplarse en la antigua capital de Mandalay.

### Brunéi
Las joyas de la Corona Real de Brunéi se custodian en el Royal Regalia building, que fue terminado en 1992, en Bandar Seri Begawan. También contiene la carroza real, la armadura ceremonial del oro y de la plata y las coronas con joyas engastadas.

### China

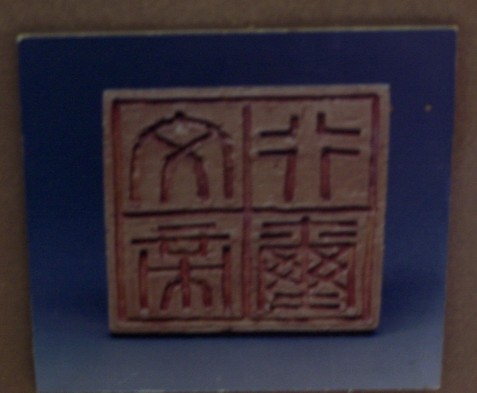
Sello imperial de oro de la dinastía Han

El artículo más importante en China para la asunción del trono eran los sellos imperiales, que daban al emperador el mandato de la autoridad del cielo. Estos se guardan en la Ciudad Prohibida o el Museo del Palacio Nacional. 
También existen coronas, trajes, numerosas joyas y tocados hechos especialmente para las coronaciones y otros acontecimientos oficiales. Contienen generalmente perlas muy grandes de Manchuria y la mayoría de la fecha de la dinastía Qing.

### Irán
Las joyas de la Corona de Irán son de lejos el conjunto de joyas más valioso y deslumbrante del mundo. La colección consiste en unas 40 cajas - muchas de las cajas llenas de numerosos artículos - unas 30 tiaras, tres tronos tachonados de joyas y varios otros artículos.
La mayoría de los artículos en la colección datan de la dinastía Safavid que gobernó Irán entre el 1502-1736. El legendario y heroico emperador de Irán Nader Shah Afshar conocido como el Napoleon de Irán y que gobernó a partir del 1736-1747 lanzó una campaña contra la India para recuperar los tesoros que los invasores afganos habían saqueado de Isfahán capital de Persia en 1719. Él se llevó consigo una cantidad extensa de tesoros, incluyendo varios tronos tachonados de joyas y enormes cofres llenos de gemas preciosas. Muchos de los tesoros fueron perdido por el camino debido al terreno montañoso áspero que tuvieron que pasar.
La dinastía Qajar que gobernó Irán del 1795 al 1925 agregó muchas piezas a la colección y también encargaron a artesanos y a joyeros persas crear diferentes objetos tales como platos, tiaras, espadas, etc, usando un gran número de gemas preciosas como diamantes, esmeraldas y rubíes. Fath Ali Shah y Nasser-al-Dinar Shah era dos reyes de Qajar que disfrutaron ampliando y realzando la colección.

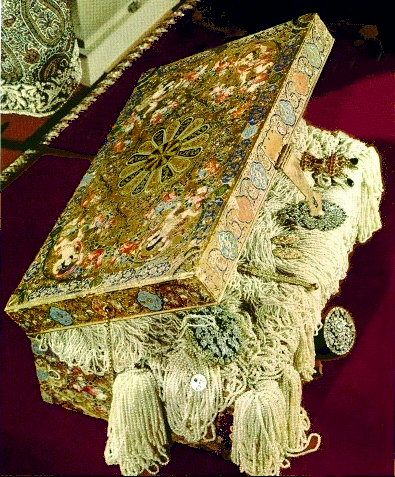
Cofre cubierto de joyas

Cuando la dinastía Pahlavi - última dinastía monárquica de Irán - sustituyó a la Qajars, Reza Shah Pahlavi, también llamado Reza Shah los grandes joyeros iraníes fueron designados para diseñar y para crear una corona ajustada a las reglas de la dinastía Pahlavi. La corona fue utilizada por primera vez en 1926 con ocasión de la coronación del primer monarca Pahlavi, y por segunda y última vez con ocasión de la coronación del segundo monarca de Pahlavi, Mohammad Reza Pahlavi. También fue encargada una corona de Arpel en París para la emperatriz de Irán, Shahbanou Farah Pahlavi, usando gemas de la colección iraní. Las joyas imperiales se exhiben en el banco central en Teherán.

### India
La corona imperial de India fue realizada por los británicos y se custodia en la Torre de Londres.

### Indonesia
Indonesia tiene varios reinos y sultanatos, cada uno con su propia historia. 
Las cortes reales conocidas se distribuyen entre las islas de Java, Madura, Bali, Sumatra, Borneo, Célebes y de Sumbawa. Hay 23 cortes reales o más que todavía existen hoy, dirigidas por un sultán o un rey. Aunque solamente S.M. el Sultán de Yogyakarta detenta hoy una influencia política como gobernador. En Indonesia las cortes reales son llamadas Kraton o istana. 

### Japón
Las joyas de la Corona Nipona (三種の神器, Sanshu no Jingi, tres tesoros sagrados) consisten en la espada santa Kusanagi (草薙剣) , la joya santa Yasakani no magatama (八尺瓊曲玉), y el espejo santo Yata no kagami (八咫鏡). La espada y el espejo se guardan en las capillas de Shinto en Nagoya e Ise en Japón central y la joya en el palacio imperial de Kokyo en Tokio.
La ceremonia de coronación se celebra tradicionalmente en Kioto. El trono imperial se guarda en el palacio imperial de Gosho en Kioto.

### Laos
Las joyas de la Corona de Laos se encuentran en el Palacio Real de Luang Prabang.

### Malasia

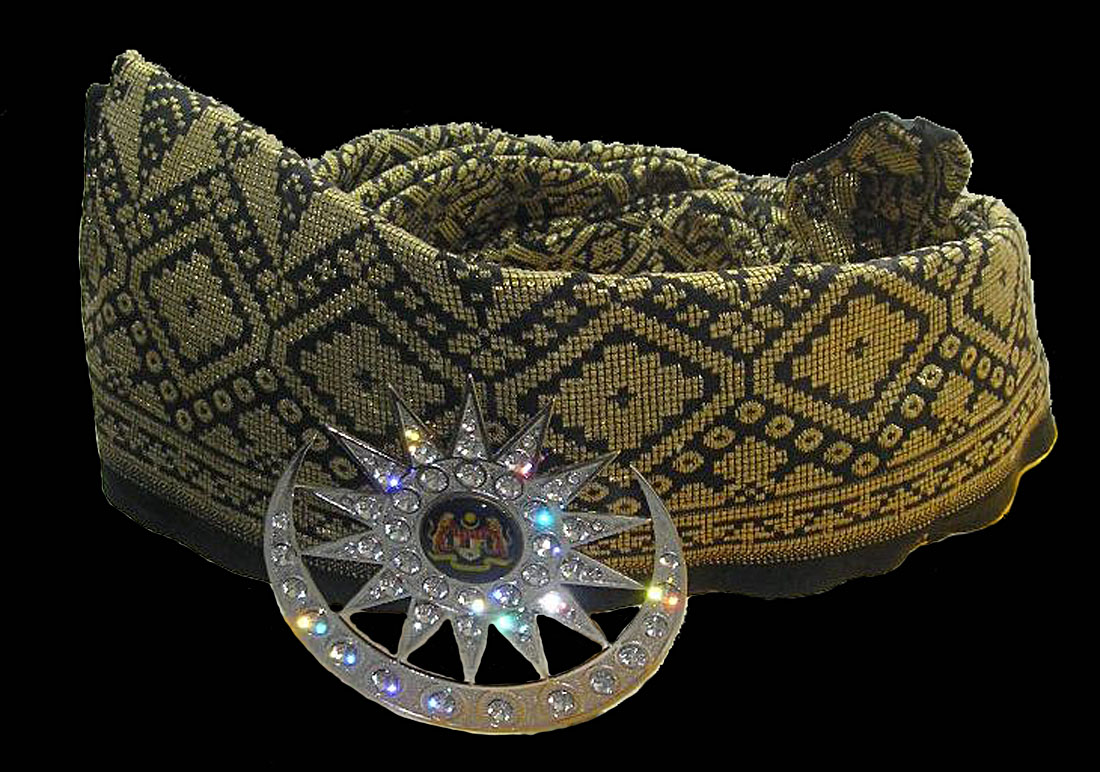
Tengkolok Diraja (Corona Real)

Las joyas de la Corona de Malasia se guardan en Istana Negara (el Palacio Nacional) en Kuala Lumpur. Las joyas son usadas por el rey (Yang di-Pertuan Agong), y la Reina (Raja Permaisuri Agong) durante ciertas ceremonias como la de elección como cabeza del estado, cumpleaños del rey, reparto de premios o apertura del parlamento.
Consisten en:
- el Tengkolok Diraja (Corona Real)
- la Gendik di Raja de la reina (Tiara Real)
- el Kris Panjang di Raja (Kris Largo Real o Kris de Estado)
- el Kris Pendek di Raja (Kris Corto Real)
- el Cogan Alam dan Cogan Agama (Cetro del Universo y Cetro de la Religión)
- el Cokmar (Mazas)
- el Pedang Keris Panjang dan Sundang (espada real, Kris largo y espada Kris)
- el Payung Ubur-ubur Kuming dan Tombak Berambu (paraguas de flecos amarillos y lanzas con borlas)
- el Pending di Raja (Cinturón Real).

Malasia es un Estado federal compuesto por trece Estados y dos territorios federales. De ellos, nueve son monarquías dirigidas por sultanes. Las joyas de la Corona y otros objetos pertenecientes a los gobernantes se guardan en sus respectivos palacios.

### Tailandia
Las joyas de la Corona de Tailandia se guardan en el Gran Palacio en Bangkok. Las joyas son usadas por los reyes de Tailandia solo a sus coronaciones.
Consisten en:
- La Gran Corona de Victoria
- La Espada de Victoria
- El cetro real
- El abanico real
- Las zapatillas reales

### Vietnam
Las muestras del poder imperial de los Emperadores Nguyen de Vietnam eran el gran sello imperial y la espada. Cuando el último emperador Bao Dai abdicó 1945 en Hué, él las cedió a las autoridades comunistas.

## Europa

### Alemania
Baviera

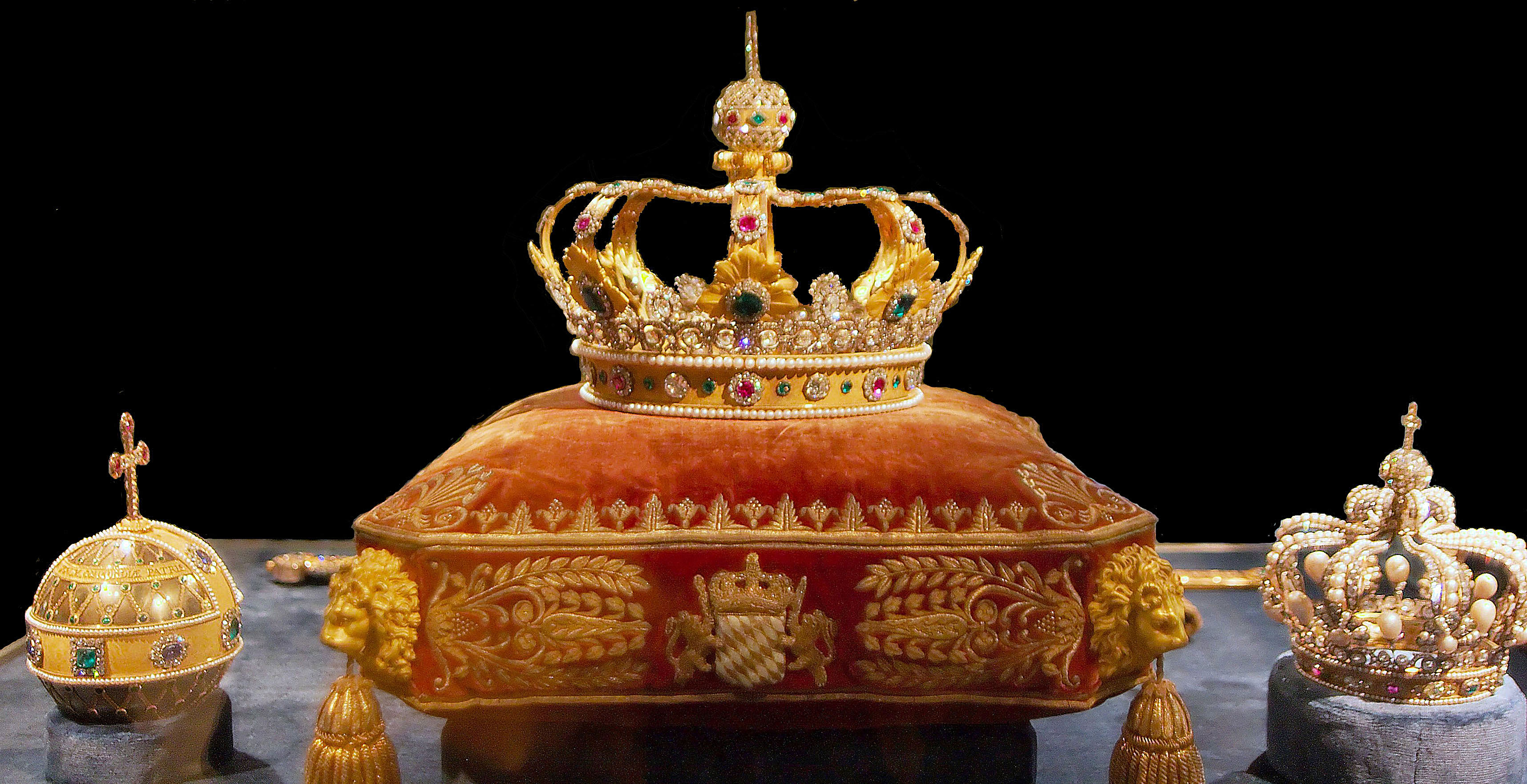
Las joyas de la Corona Bávara

Cuando Napoleón Bonaparte conquistó el Sacro Imperio Romano-Germánico en 1806, reestructuró los numerosos Estados alemanes y el Ducado de Baviera fue promovido a reino. El gobernante duque de Wittelsbach se coronó como Maximiliano I, rey de Baviera. Con su nuevo Estado, el rey pidió que fueran hechas nuevas joyas de la Corona. Hoy pueden ser vistas en el Tesoro del Palacio Residenz, el Palacio Real de Baviera, en Múnich.
El conjunto bávaro de coronación consiste en la Corona de Baviera, la corona de la reina (hecha originalmente para la reina consorte de Maximiliano, Carolina Federica de Baden), la espada del Estado, el orbe real y el cetro real.
Prusia

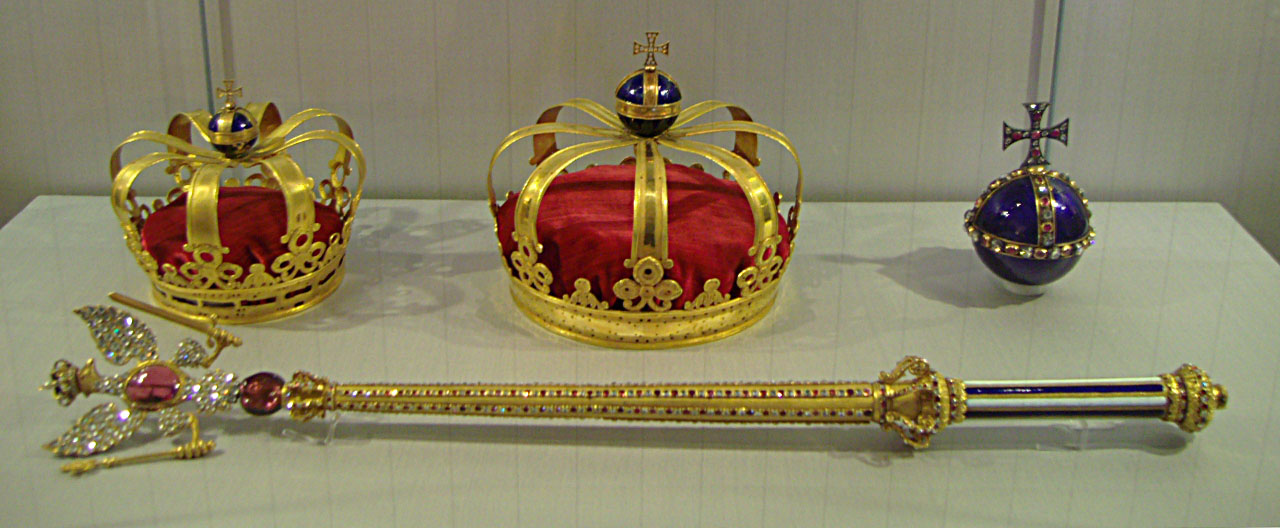
Las joyas de la Corona de Prusia

Las joyas de la Corona de Prusia fueron usadas durante la coronación de los monarcas de Prusia de la Casa de Hohenzollern. Hoy se guardan en el Palacio de Charlottenburg, en Berlín. Incluyen la corona de Federico I de Prusia, la Corona de la Reina de Prusia, el cetro y el orbe de Federico I de Prusia (todos de 1701) y la corona de Guillermo I de Prusia (de 1889).
Wurtemberg

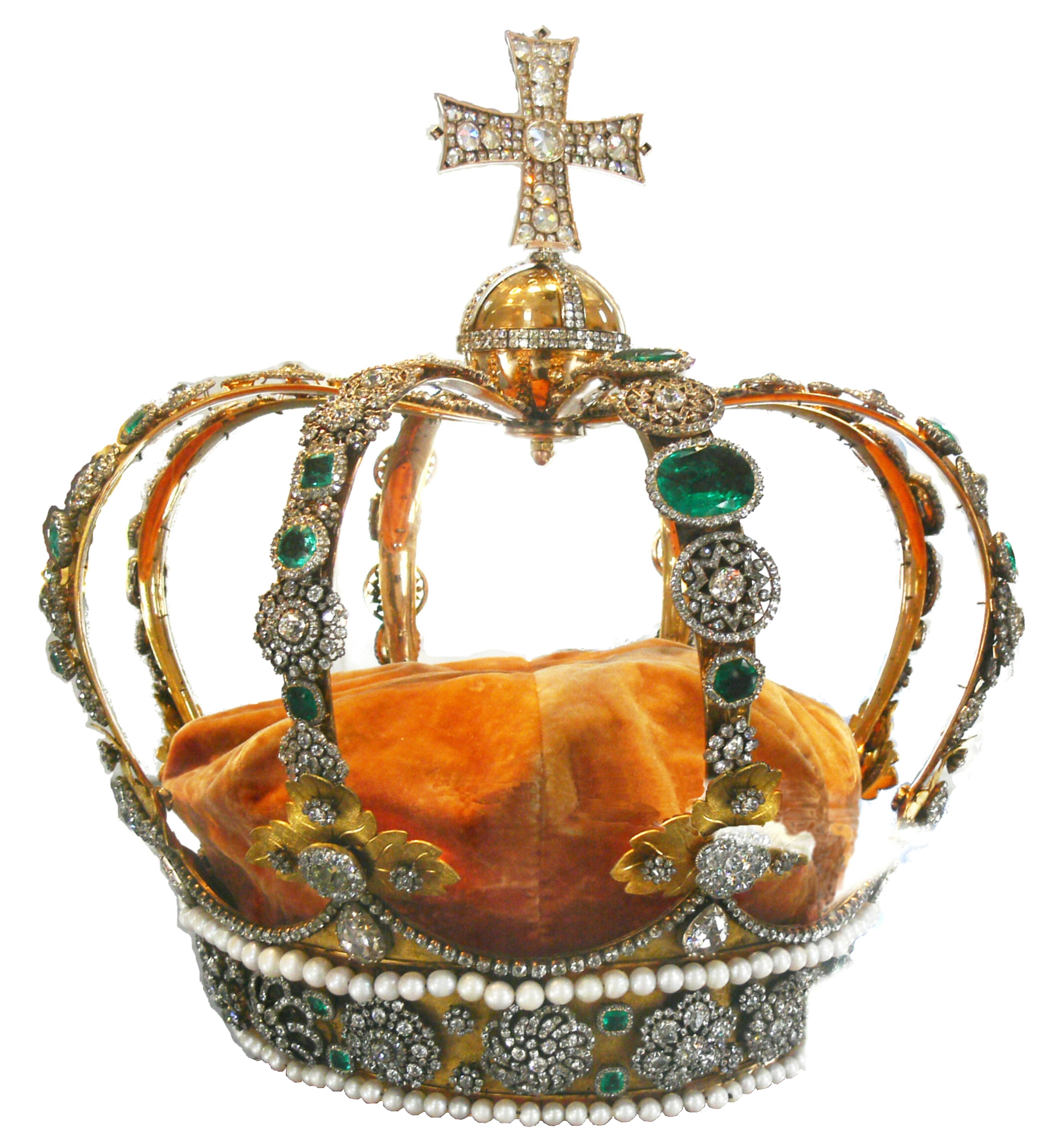
La corona de Wurtemberg.

Como en Baviera, después de la elevación de Wurtemberg a un reino en 1806, una corona fue fabricada, de oro, diamantes, perlas y esmeraldas. Fue usada por los reyes de Wurtemberg sólo para la proclamación, jamás llevada, de forma similar a los reyes de España. Una diadema de diamantes fue fabricada también, en 1810, por las reinas de Wurtemberg. Hoy ambas, la corona y la diadema, pueden ser vistas en el Museo de Wurtemberg en el Viejo Castillo de Stuttgart.

### Austria (Imperio Austro-Húngaro. Sacro Imperio Romano)

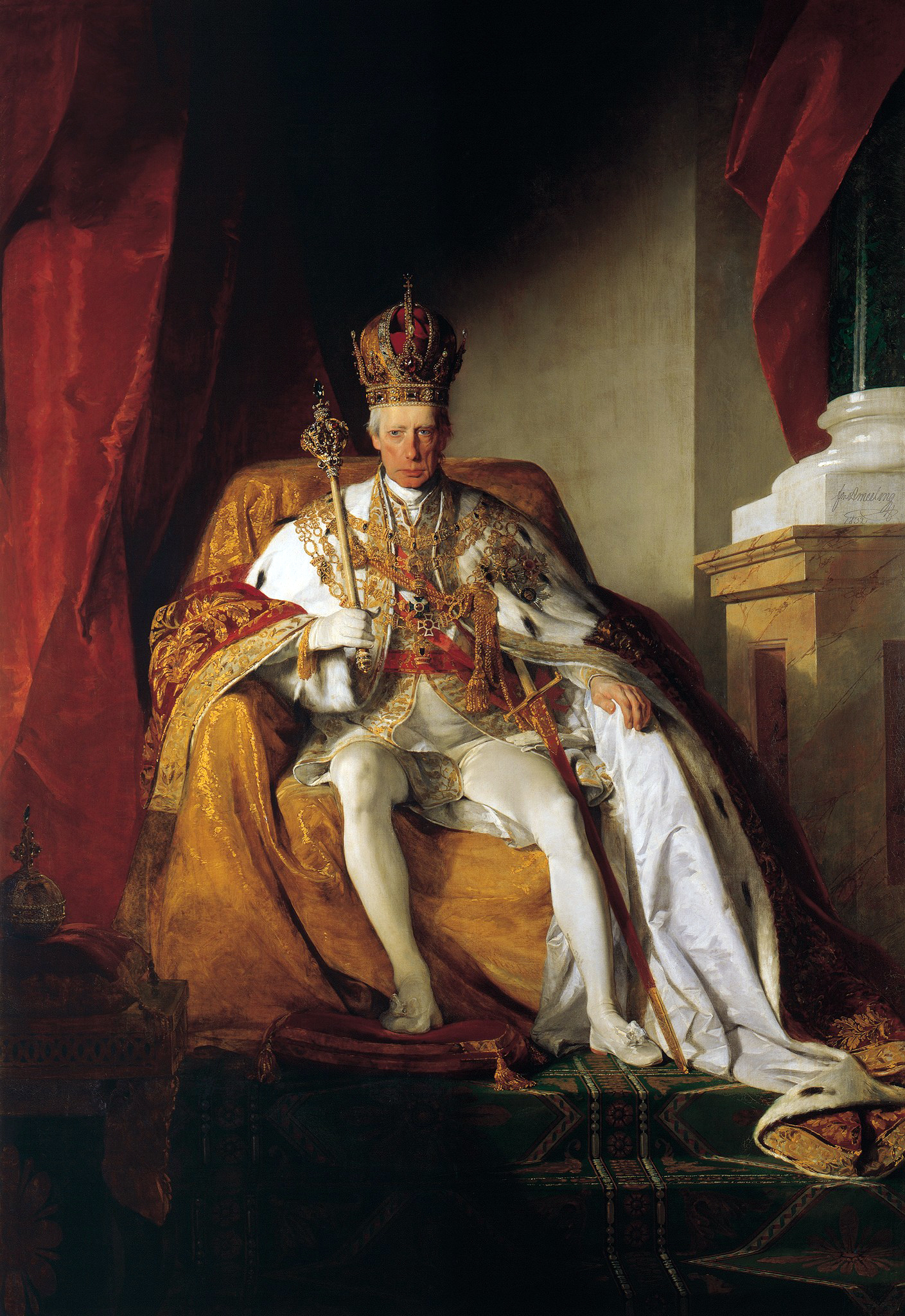
Joyas de la Corona Austríaca llevadas por Francisco I de Austria

Las joyas de la Corona Austríaca están guardadas en la Schatzkammer (Tesoro Imperial) custodiado en el Palacio Imperial de Hofburg en Viena. Es una colección de joyas que data desde el siglo X hasta el XIX. Son una de las más extensas e importantes colecciones de joyas reales aún hoy en día y reflejan más de mil años de historia europea. El tesoro se divide en seis partes destacadas:
- La insignia del Homenaje a los Herederos de Austria
- El imperio Austriaco
- El tesoro de Habsurgo-Lorena
- El Sacro Imperio Romano (Véase: Las joyas del Reich)
- La herencia borgoñona y la Orden del Vellocino de Oro
- El tesoro eclesiástico

Los más sobresalientes objetos son la insignia de herencia del Imperio austríaco, consisten en la corona imperial, el manto del Imperio Austriaco y la joya imperial y los rubíes de coronación del Reino de Lombardía-Venecia. La corona imperial, la cruz y la santa lanza del Sacro Imperio son también destacables.

### República Checa (Reino Checo, Reino Bohemio)

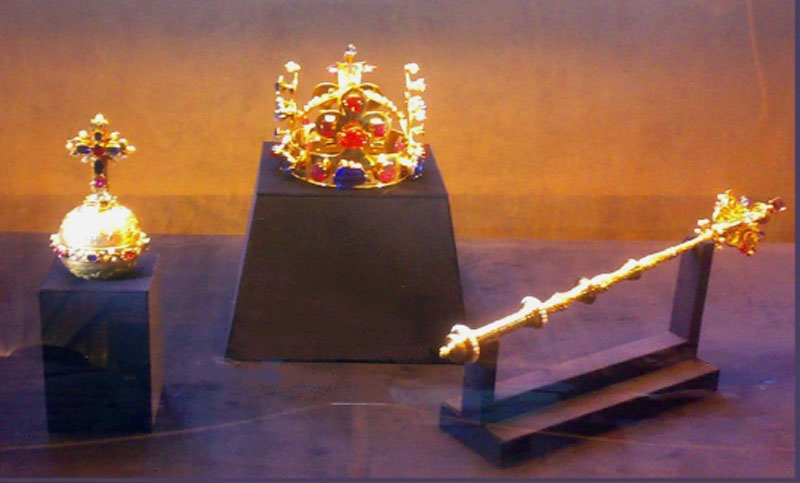
Joyas de la Corona de Bohemia (actual República Checa)

Las joyas (cs: korunovační klenoty) y la Corona de San Venceslao de Bohemia (Svatováclavská koruna) son guardadas en el castillo de Praga (Pražský hrad) y son mostradas al público solo cada quince años (aproximadamente).
La corona se le dedicó y se le dio el nombre del Duque y patrón san Venceslao I de la dinastía Premyslids de Bohemia. La corona tiene un diseño inusual. Hecha de oro y piedras preciosas, pesa 2,475 kg. Fue realizada para el rey Carlos IV en 1346. Desde 1876 se guarda en la Catedral de San Vito del castillo de Praga. Las joyas siempre han desempeñado un destacado papel como testimonio de la dominación Bohemia.
Como anécdota, una antigua leyenda checa dice que cualquier usurpador que coja la corona está condenado a morir en un año. Para los ojos de algunos esto se confirmó durante la Segunda Guerra Mundial cuando el gobernador alemán del Protectorado de Bohemia y Moravia secretamente se puso la corona creyéndose un gran rey. Fue asesinado en menos de un año.

### Dinamarca

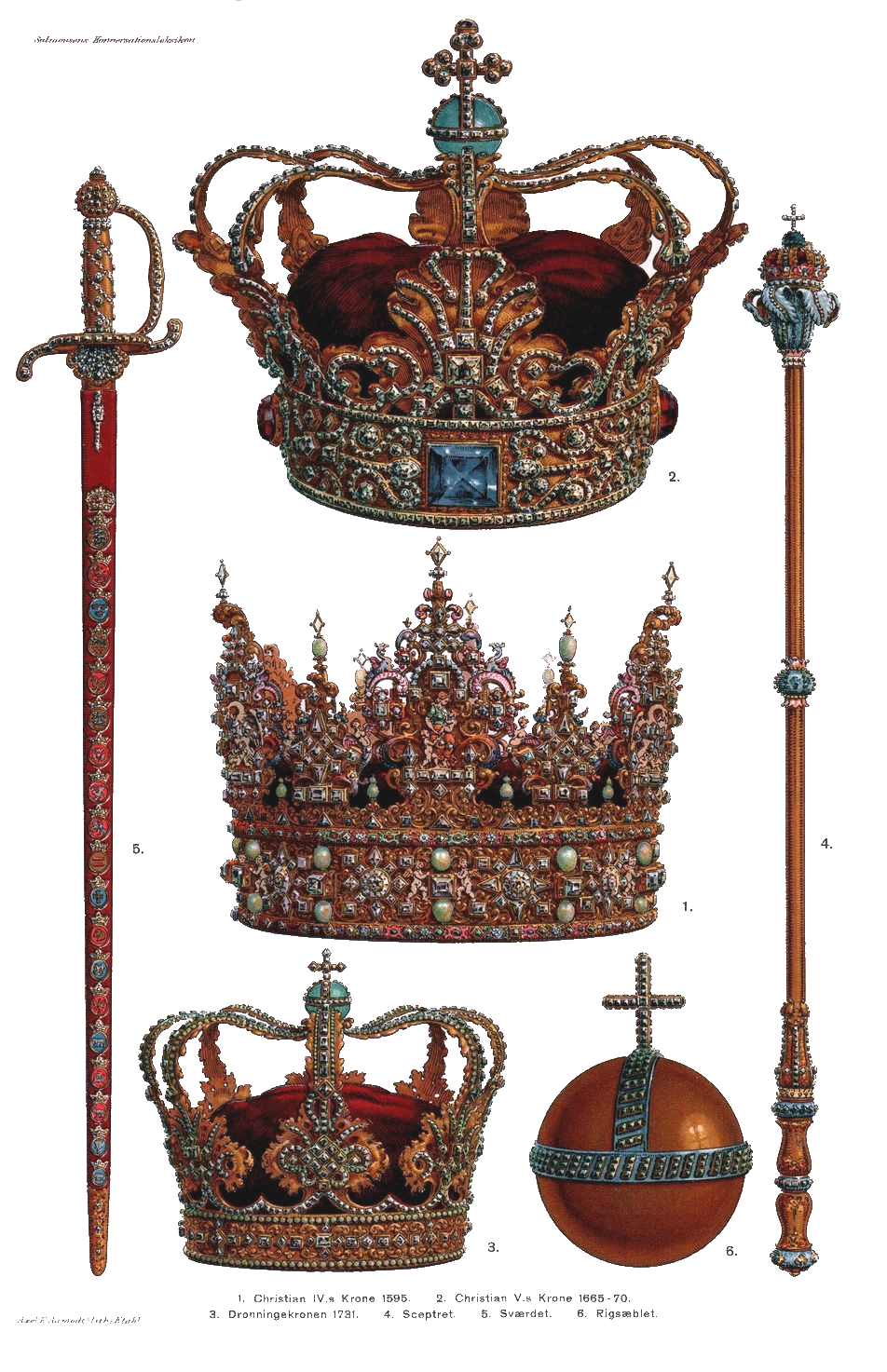
Joyas de la Corona de Dinamarca, custodiadas en el castillo de Rosenborg.

Las joyas de la Corona y otras riquezas de Dinamarca están guardadas desde 1680 aproximadamente en el castillo de Rosenborg en Copenhague. 
Incluyen las coronas de Cristián IV, la de Cristián V (considerada como la corona real de Dinamarca), la de las reinas consortes, el cetro, la espada, el orbe (el globo terráqueo) y la crismera. El conjunto también comprende los collares de las Órdenes del Elefante y de Dannebrog que la Reina Margarita luce ocasionalmente. Entre las joyas destaca por su antigüedad la espada de Cristián III que data de 1551.

### España

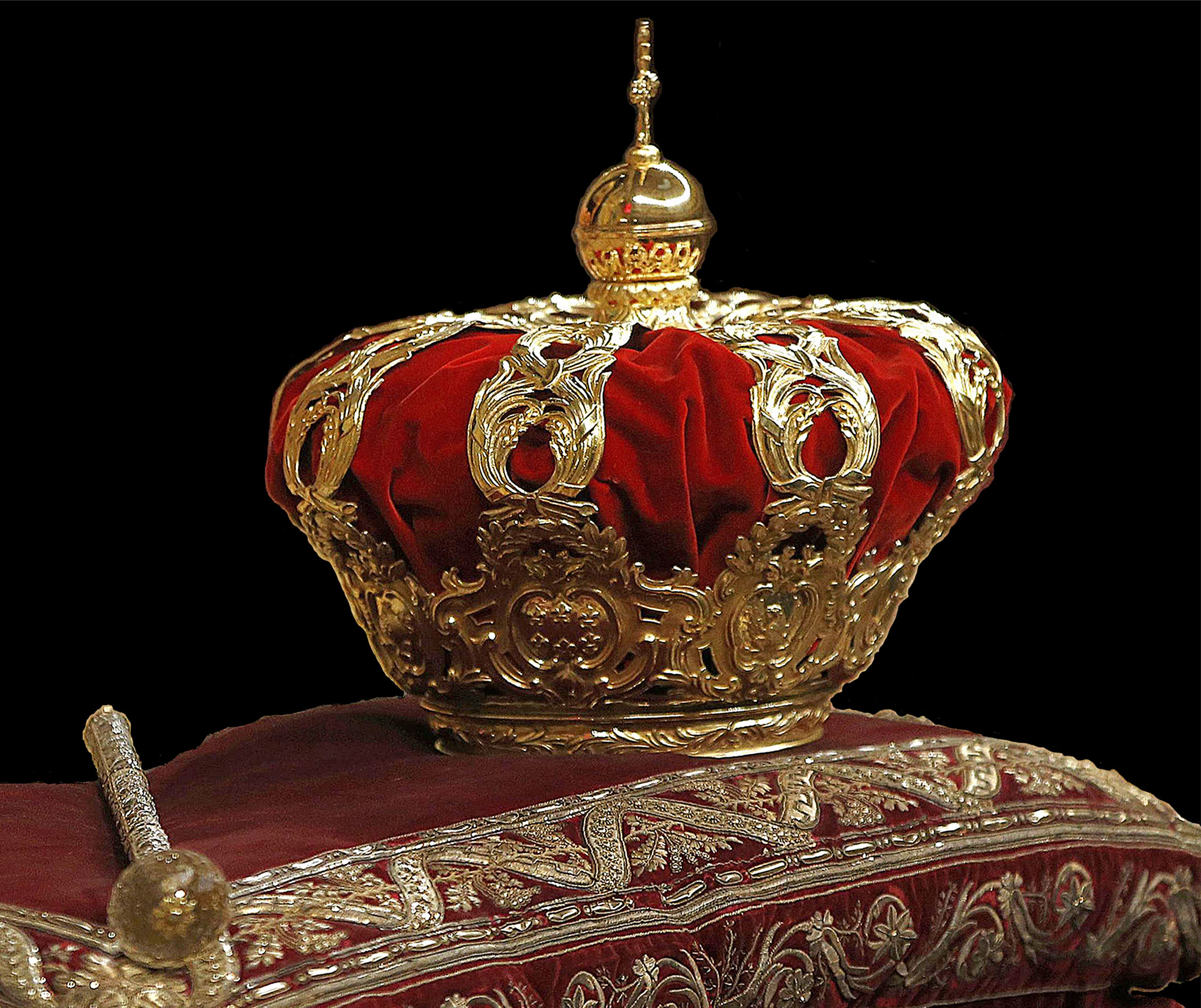
Corona tumular y bastón de España.

Las joyas reales de España fueron robadas por José Bonaparte en su huida de España tras la Guerra de la Independencia. En el siglo XIX, el rey Alfonso XII ordenó una nueva corona y cetro. Esta corona desapareció durante la Guerra civil española. Las joyas que llevan los reyes de España en la actualidad son estrictamente privadas y no están vinculadas a ninguna institución. Tampoco las hay previstas para la ceremonia de coronación pues en España se realiza una proclamación, con origen en la monarquía electiva del Reino de Asturias. Se conservan la corona y el cetro de la reina Isabel I de Castilla en Granada.
Como joyas reales, tan solo perduran una corona tumular y un bastón de mando que son mostradas para las ceremonias y la jura de las cortes (Parlamento) desde tiempos de Isabel II. La corona está hecha de plata sobredorada y descansa en 8 bandejas con los emblemas del Reino grabadas. Forman parte del Patrimonio Nacional.

### Finlandia

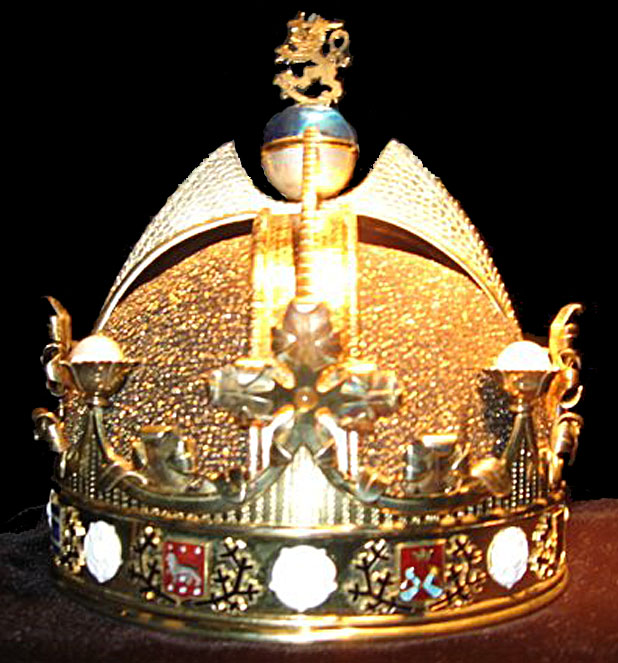
Las joyas de la Corona Finlandesa en el Museo de Kemi.

En 1918 una única corona fue diseñada en Finlandia para la propuesta de "Rey de Finlandia". Sin embargo, la situación política cambió antes de la nueva corona se podría utilizar en la ceremonia de coronación del primer rey de una Finlandia independiente. A finales de 1918 el monarca sin corona, Carlos I de Finlandia había abdicado y Finlandia había adoptado una nueva constitución republicana. 
La corona que hoy existe fue hecha por orfebres Teuvo Ypyä en la década de 1990, basada en los dibujos originales, y se conserva en un museo de Kemi donde se puede ver hoy en día. La corona, que está hecho de plata dorada, consiste en un anillo y la cima decorada con los escudos en esmalte de las provincias del reino. Por encima del anillo son dos arcos. Encabezando los arcos no es un Orbe como en la mayoría de las coronas europeas, pero hay león rampante de oro en la forma como se encuentra en el Escudo de Finlandia. La circunferencia interior de la corona es aproximadamente de 58 centímetros y el peso es de alrededor de 2 kilogramos.

### Francia

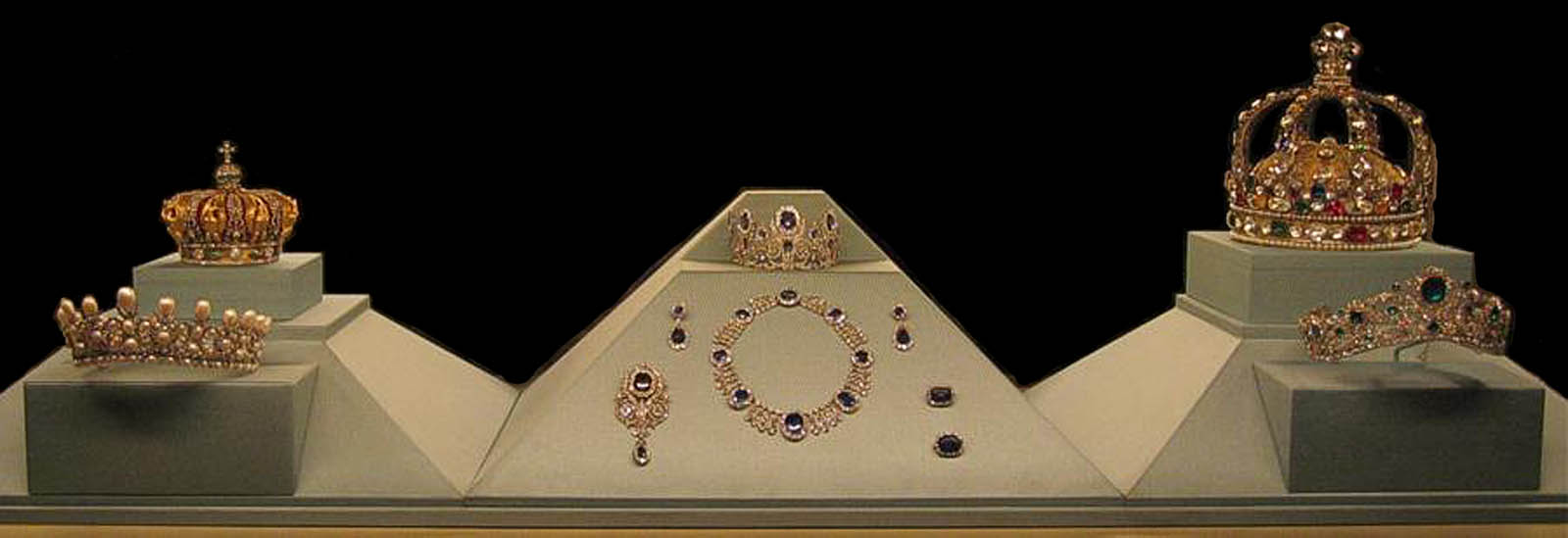
Joyas de la Corona de Francia expuestas en el Museo del Louvre.

Las joyas de la Corona de Francia eran las coronas, los orbes, las diademas y las joyas que constituían el símbolo del poder y que fueron usados por muchos reyes y reinas de Francia. El conjunto finalmente fue roto y la mayor parte del mismo vendida en 1885 por la tercera república francesa. Las joyas de la Corona Francesa supervivientes, sobre todo, un conjunto de coronas históricas ahora adornadas con cristal decorado, está en exposición el Museo del Louvre en París, el primer museo francés y anterior palacio real.
En contraste con los monarcas ingleses, los reyes franceses se ahirieron menos al uso ritual de las joyas de la Corona y de las coronaciones. De hecho, algunos monarcas eligieron no ser coronados o retrasaron sus coronaciones hasta bien avanzado su reinado. Aunque no siempre fue utilizado, lo cierto es que existió un conjunto de costosas joyas de corona que fue incrementado por los diferentes monarcas.

### Grecia
Cuando Otón de Baviera llegó a ser el primer rey de Grecia en 1832 en que las grandes potencias europeas forzaron al imperio militar otomano a aceptar formalmente su independencia, trajo con él de Baviera algunas de sus joyas de corona ancestrales de la dinastía de Wittelsbach. Consistían en una corona, un orbe y un cetro que él declaró como joyas de la Corona de Grecia. 
Sin embargo, cuando lo derrocaron en un golpe de Estado en 1862 y huyó, se llevó sus joyas consigo a Baviera. En 1959, Alberto, duque de Baviera presentó las joyas de la Corona Griega de nuevo al rey Pablo de Grecia. 
Los monarcas griegos desde Otto no se coronan. Sin embargo las joyas de la Corona elaboradas para Otto fueron aceptadas y permanecen en Grecia.

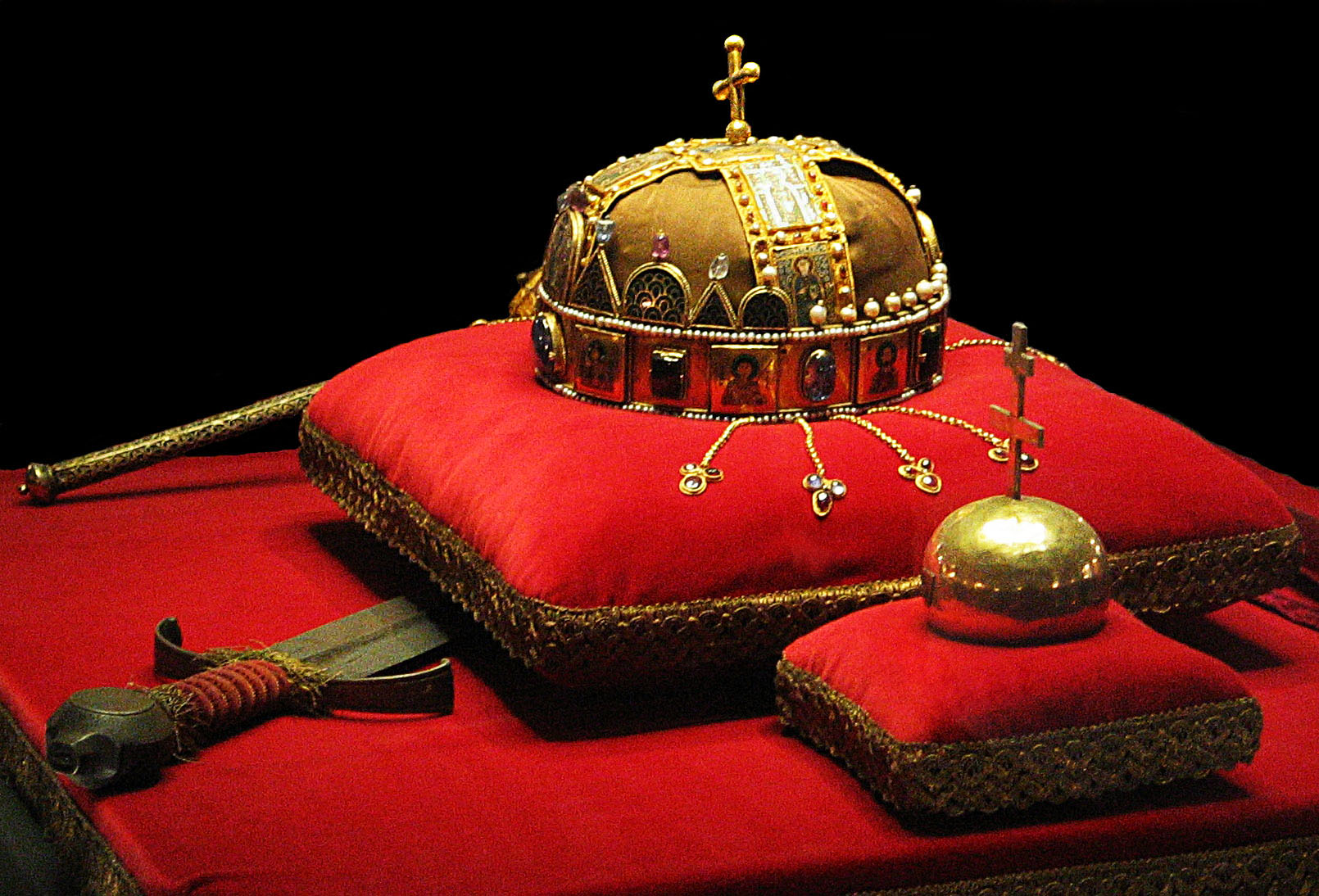
Las joyas de la Corona Húngara

### Hungría
El 1 de enero de 2000, las joyas de la Corona Húngara fueron trasladadas del edificio del Parlamento Húngaro al Museo Nacional de Hungría, en Budapest, en donde se encuentran actualmente expuestas. Entre ellas, destaca la Corona de San Esteban, también conocida como la Sacra Corona de Hungría, que fue utilizada para coronar a los reyes húngaros desde el siglo XI. Esta Corona no es una mera joya real: Se considera que es la representación misma de Hungría y es en nombre de ella que los reyes han gobernado el reino a través de la historia. La Corona Húngara por eso es Santa e irremplazable.

### Irlanda
Las joyas de la Corona Irlandesa eran insignias pesadamente enjoyadas de la Más Ilustre Orden de San Patricio. Su robo del castillo de Dublín en 1907 sigue todavía sin resolver.

### Italia
Lombardía

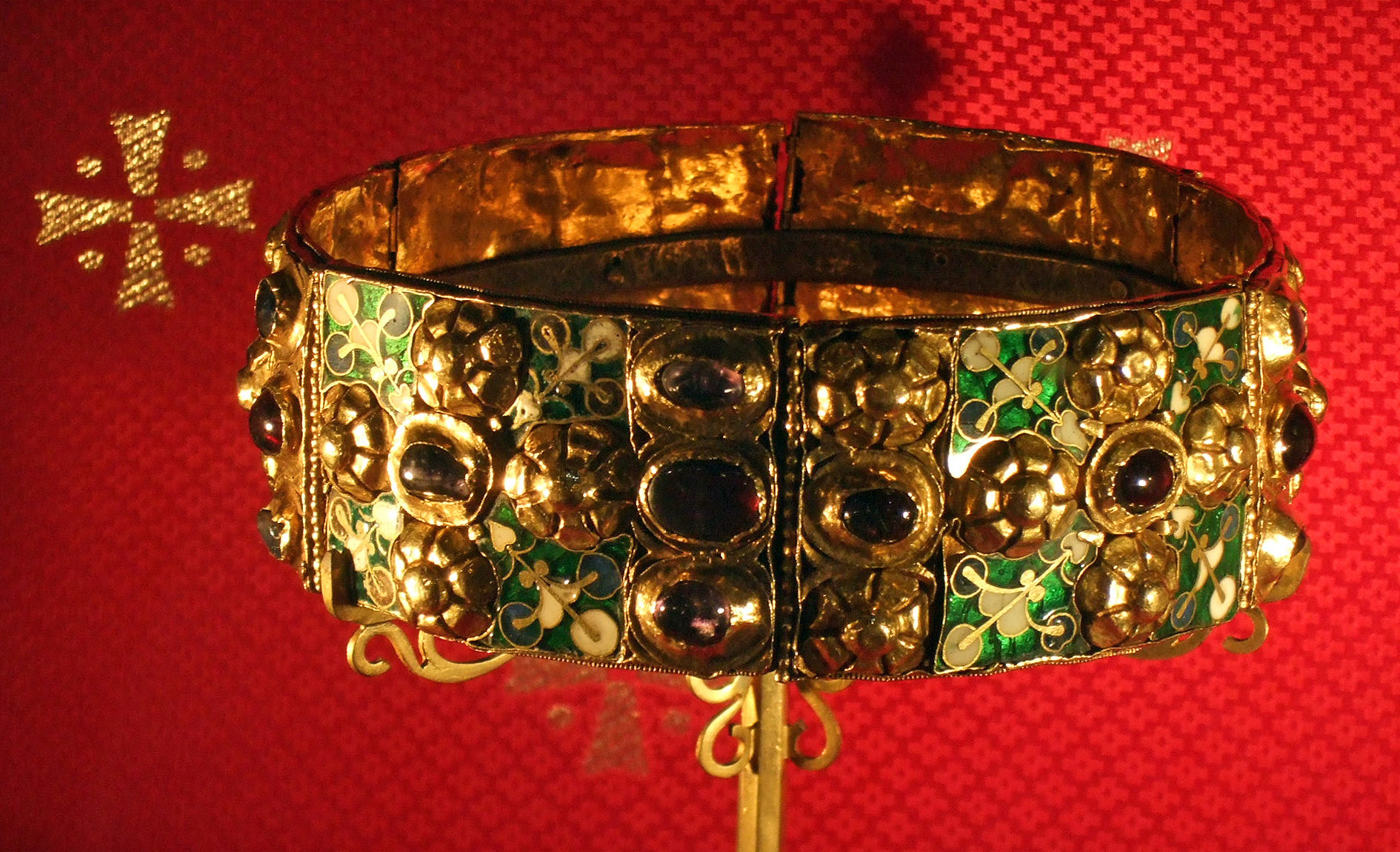
La Corona de Hierro

La Corona de Hierro del Reino de Lombardía está guardada en la Catedral de Monza. Los objetos de coronación están guardados en la Schatzkammer en Viena, Austria.
Reyes de Italia
Las joyas del Reino de Italia (1861-1946) están custodiadas en el Banco de Italia, debido a la controversia legal entre la República Italiana y la familia Saboya, pues no está claro quién es el propietario legal. El valor de las coronas, diamantes y joyas varias asciende a más de 2,5 billones de euros.

### Noruega

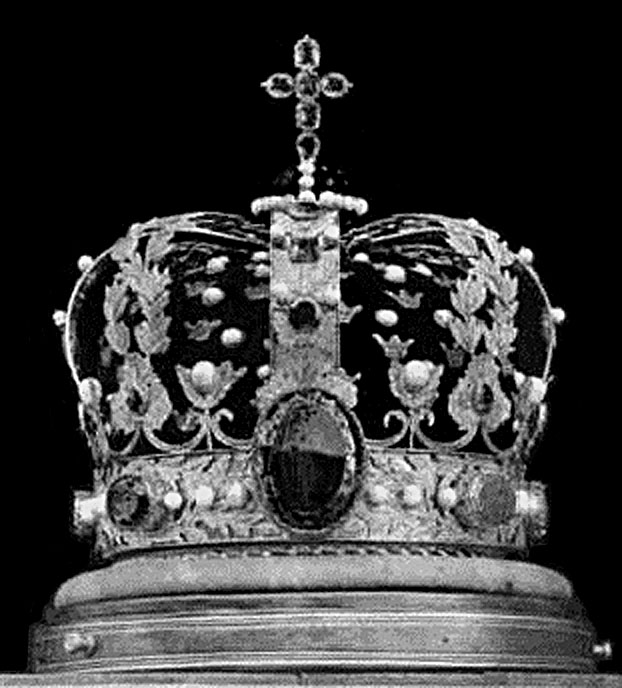
Corona real de Noruega, elaborada en 1818 para Carlos III Juan (Carlos XIV Juan de Suecia)

Las joyas de la Corona de Noruega están junto a otros antiguos tesoros en Trondheim, concretamente, en el Palacio del Arzobispo. Consisten en:
- las coronas del rey y la reina así como del príncipe
- la espada del reino
- los cetros del rey y la reina
- los orbes del rey y la reina
- la espada de la reina
- la trompa ungida

También existen en esta colección diferentes prendas de coronación, dos estandartes del reino y los tronos de coronación.

### Países Bajos
Artículo Principal:Joyas de la Corona Neerlandesa
Las joyas de la Corona de los Países Bajos son relativamente recientes. Fueron encargadas por el rey Guillermo II en 1840.
Las joyas y otros símbolos de la monarquía holandesa consisten en los siguientes elementos:
- la corona

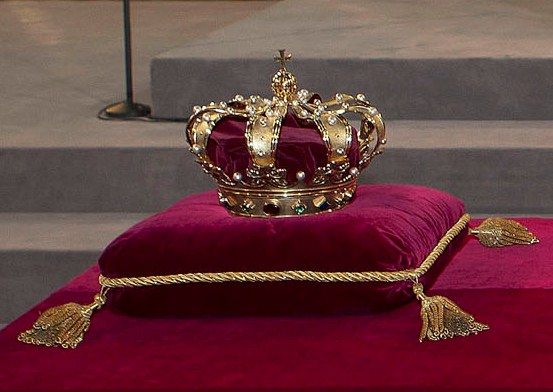
La corona real neerlandesa

- el cetro, símboliza la autoridad del monarca
- el orbe, representa el territorio sobre el que gobierna el soberano
- la espada del estado, representa el poder real
- el estandarte real, en el aparece reflejado el escudo del Reino[4]

### Polonia

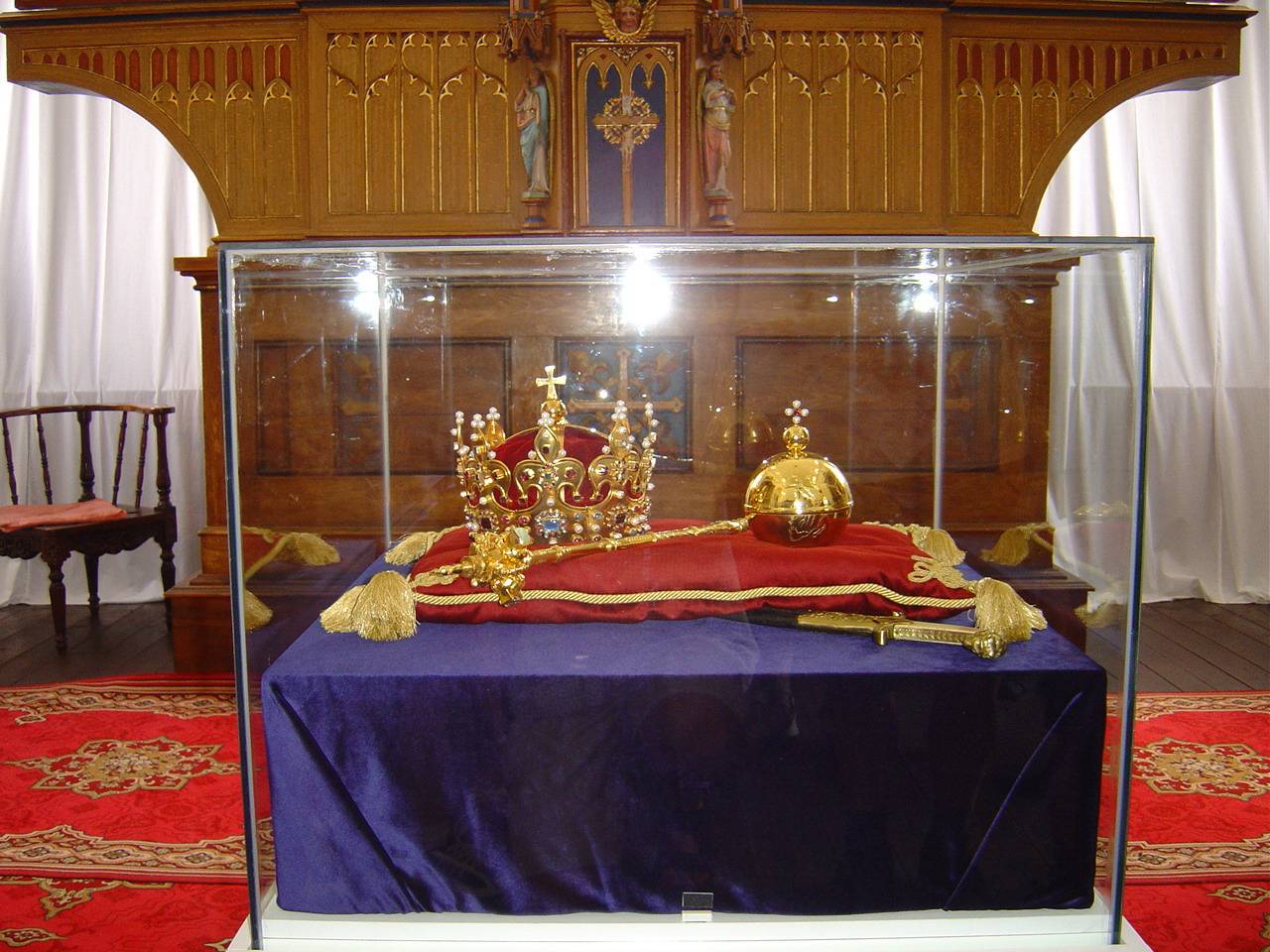
Joyas de la Corona Polaca

La única parte conservada de las joyas de la Corona Polaca son de la Dinastía Piast y consiste en una espada de coronación conocida como la Szczerbiec. Está en exposición con otros objetos reales en el museo del Castillo de Wawel, Cracovia. La mayoría de las joyas de la corona fueron usurpadas por invasores extranjeros como suecos, alemanes y rusos.
Una de las muchas coronas reales fue fabricada para el Rey Augusto II, cuando se hizo rey de Polonia en 1697. Desde que el conjunto original fuera robado, un nuevo conjunto se hizo para la coronación en Cracovia. Hoy se muestra en el castillo Real de Dresde, Alemania.

### Portugal
La corona real de Portugal fue realizada en 1817. Creada en Río de Janeiro, Brasil, en el taller de Don Antonio Gomes da Silva, para el rey Juan VI. Hoy, la corona junto con otros objetos reales está guardada en el Palacio de Ajuda, Lisboa.

### Reino Unido
Inglaterra

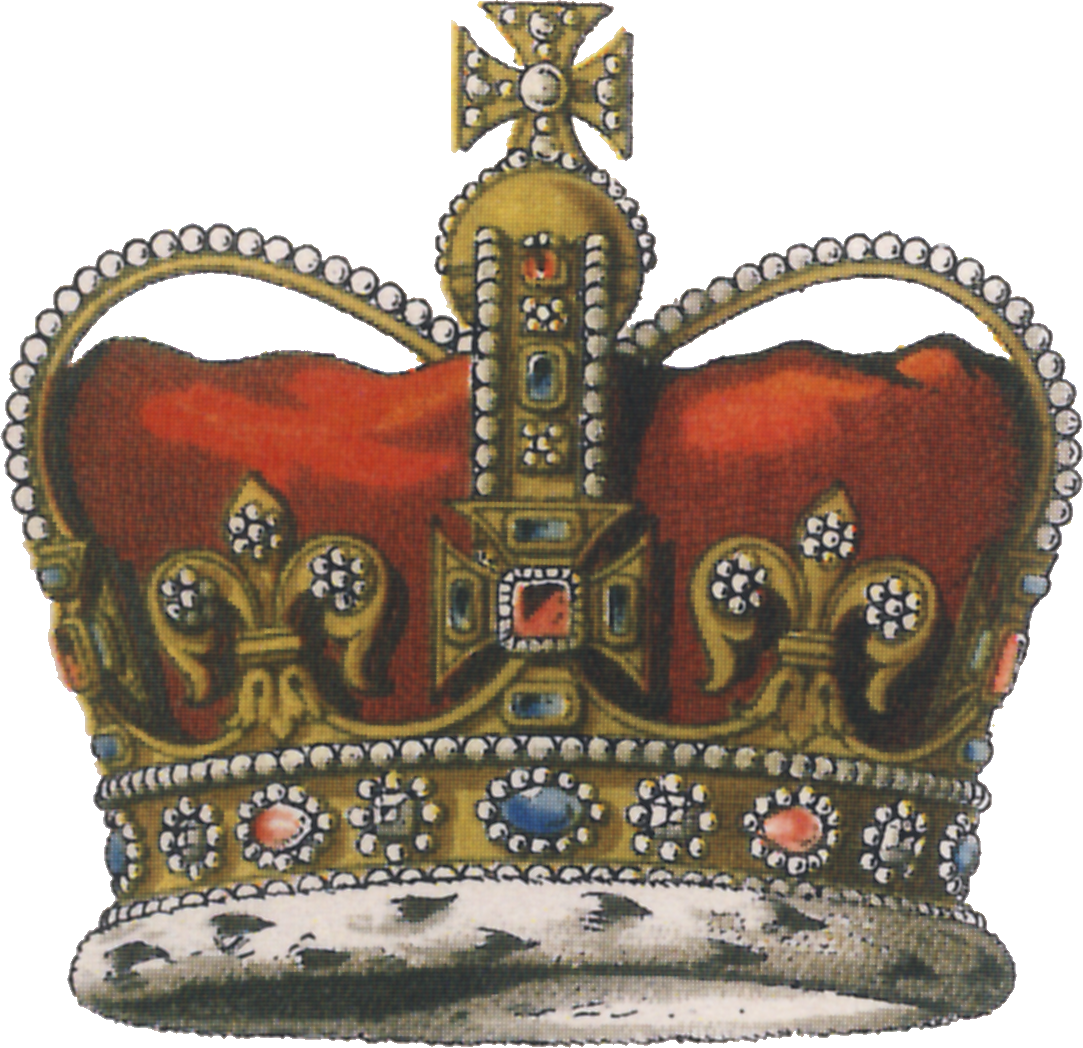
La Corona de San Eduardo (joyas de la Corona británica)

Las joyas de Inglaterra y ahora del Reino Unido están guardadas en la Torre de Londres.
Escocia
Las joyas de la Corona Escocesa u Honores de Escocia, incluida la Piedra de Scone, se encuentran en el Castillo de Edimburgo.
País de Gales
Las joyas de la Corona originales de los príncipes de Gales se han perdido. La corona de Llywelyn se conservó entre 1284 y 1649 tras su captura junto a las joyas inglesas.

### Rumanía

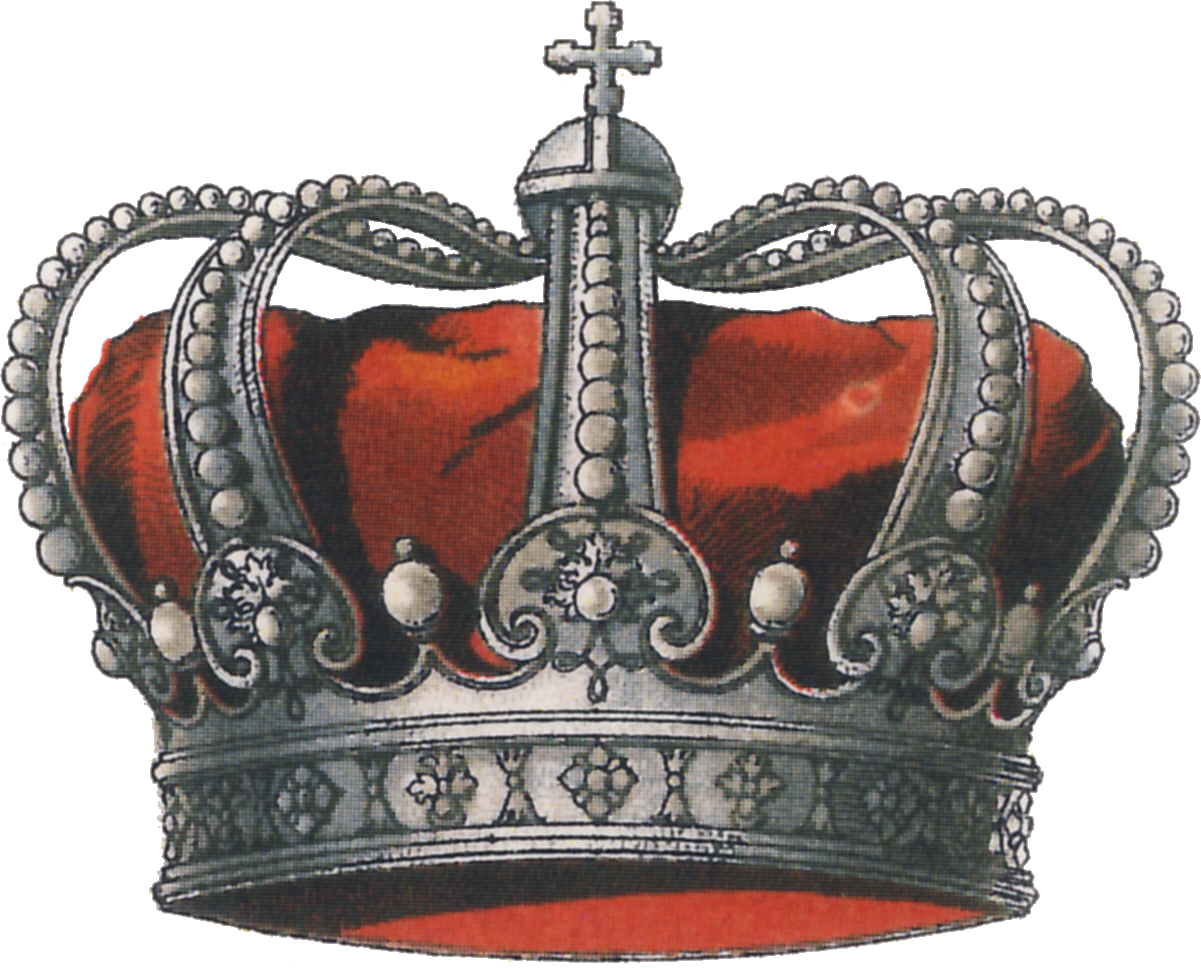
La Corona de Acero (Rumanía)

Las joyas de la Corona Rumana consisten en: 
- la Corona de Acero
- la Corona de Elisabetta
- la Corona de la Reina María

Son mostradas en el Museo Nacional de Historia en Rumanía, en Bucarest.

### Rusia
La gran Corona Imperial de Rusia, y otras piezas se encuentran custodiadas en el Museo del Kremlin, en Moscú. En 1613, cuando Miguel I de Rusia, primer zar de la dinastía Románov fue coronado, las regalías rusas incluían una cruz pectoral, una cadena de oro, un gran collar ceremonial, el Gorro de Monómaco, el cetro y el orbe. A lo largo de los siglos, varios zares ordenaron sus propias coronas, generalmente tomando como modelo el Gorro de Monómaco, pero eran para uso personal, no para la coronación.

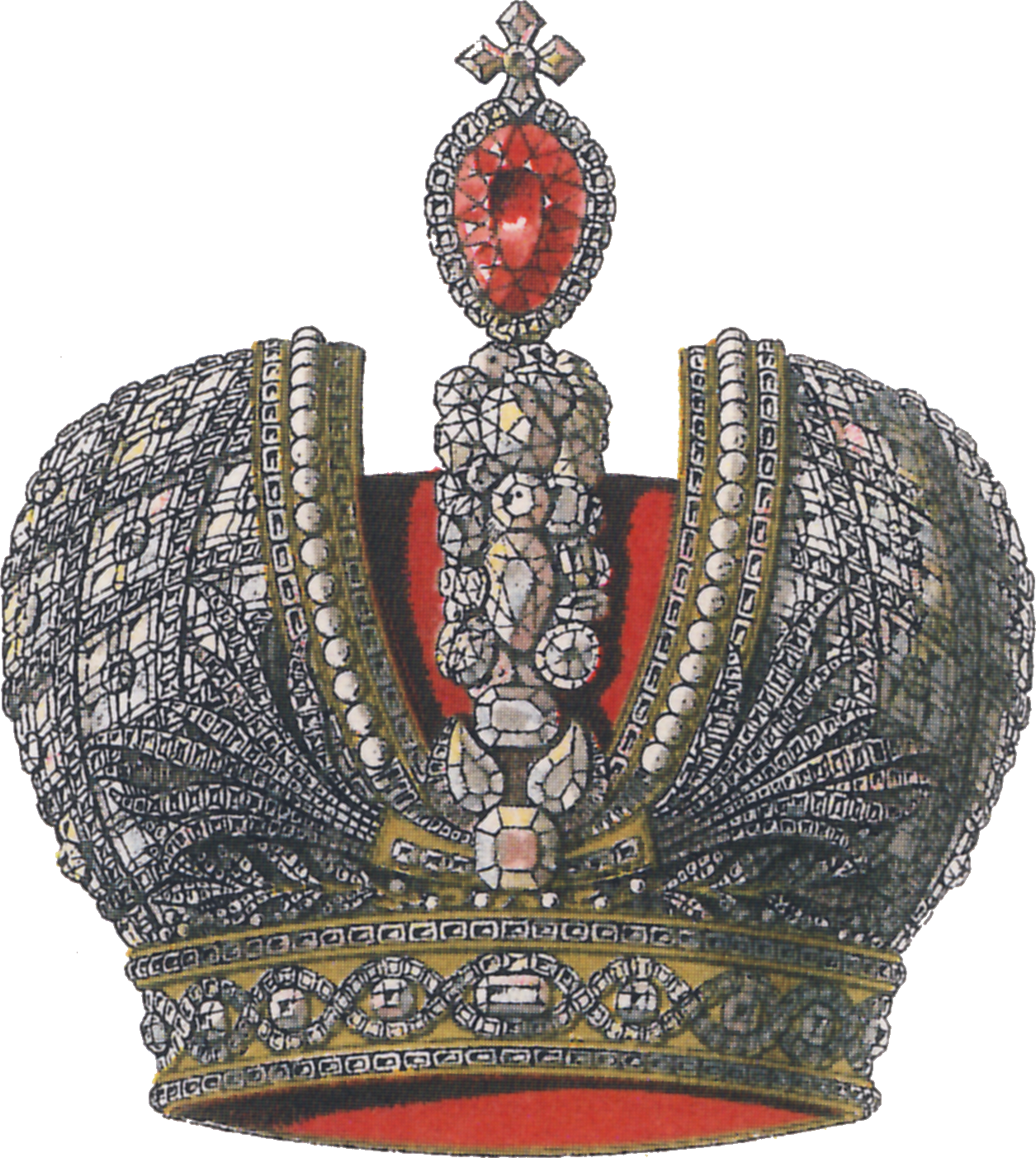
La Corona del Imperio Ruso.

En 1719, el zar Pedro "el Grande" fundó la primera versión de lo que hoy conocemos como el Fondo de diamantes del Kremlin (Diamond Fund) de Rusia. Pedro había visitado otras naciones europeas, y había introducido muchas innovaciones a Rusia, una de las cuales fue la creación de un fondo permanente (фонд) para albergar una colección de joyas que no pertenecían a la familia Románov, sino al Estado ruso. Pedro colocó todas las regalías en este fondo y declaró que el tesoro era inviolable, y no podía ser alterado, vendido o regalado - y también decretó que cada emperador o emperatriz debía dejar un cierto número de piezas adquiridas durante su reinado al Estado, para la gloria permanente del Imperio Ruso.

### Serbia
Las joyas de Corona Serbia fueron creadas en 1904 para la coronación de rey Pedro I de Serbia. Las piezas fueron hechas de material que incluía el bronce del cañón de Karađorđe. Este gesto fue simbólico porque en 1904 se celebraba el 100 aniversario de la primera sublevación serbia. 

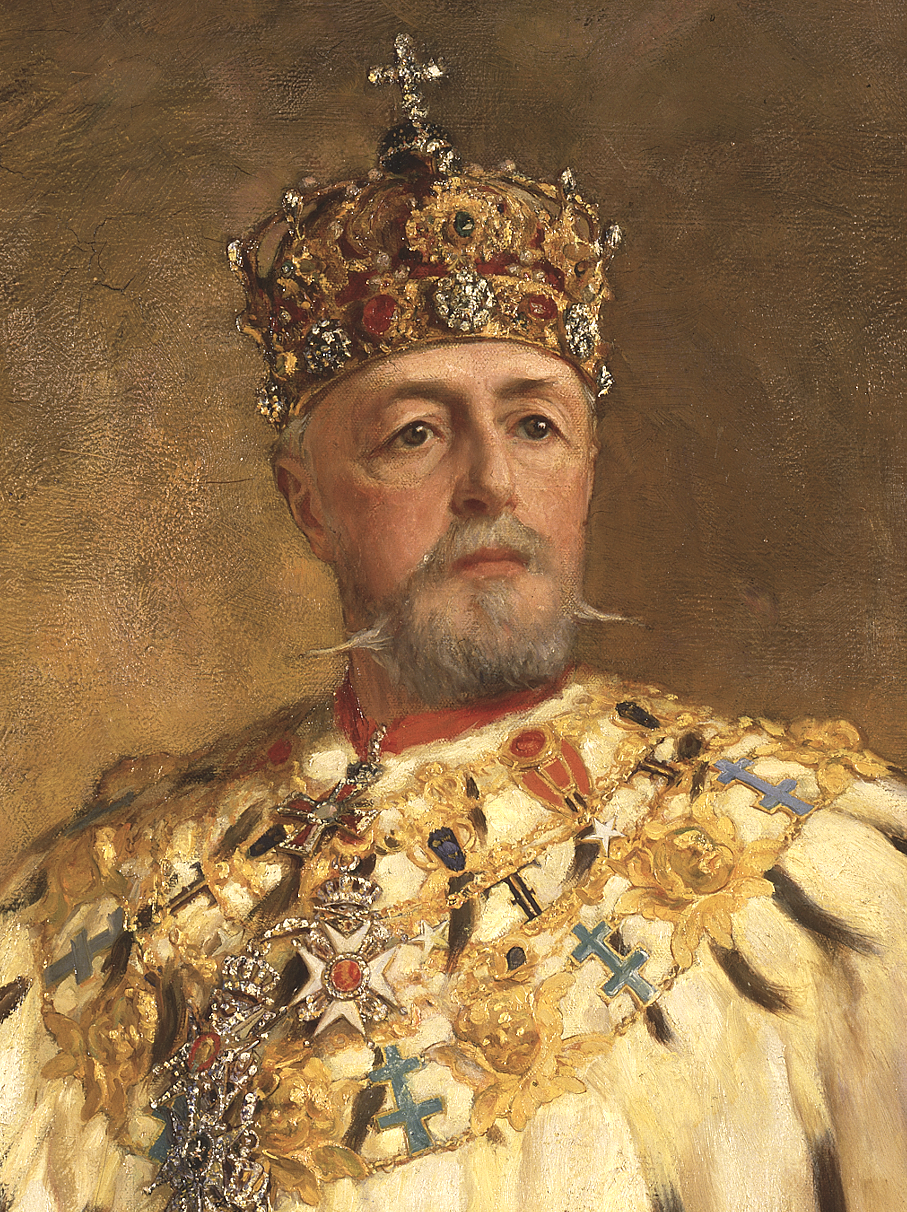
El rey Oscar II de Suecia llevando las joyas de la Corona.

 Fueron hechas en París por la famosa compañía de joyería de los hermanos Falise.

### Suecia
Las joyas de la Corona Sueca están custodiadas en la cámara acorazada del Tesoro Real en el Palacio Real de Estocolmo. Los símbolos de la monarquía sueca no han sido realmente usados desde 1907, pero todavía se exhiben en las bodas, los bautizos y los entierros. 
Hasta 1974 las joyas de la Corona también fueron exhibidas en la abertura del Riksdag (el Parlamento). Entre los objetos más antiguos de incalculable valor están la espada de Gustavo Vasa y la corona, el orbe, el cetro y la llave del rey Erico XIV y de numerosos otros soberanos.

### África
- Museo de historia de Abomey en donde se guardan los tesoros de los reyes de Benín Archivado el 12 de junio de 2012 en Wayback Machine.
- Imagen del Taburete Sagrado de Oro de Ashanti

### Asia
- Las joyas de la Corona de Irán (inglés)
- Breve reseña sobre las joyas de la Corona nipona (inglés)
- Joyas de la Corona de Malasia
- Las joyas de la Corona de Tailandia

### Europa
- Las joyas de la corona checa
- Las joyas de la Corona Danesa
- Las joyas de la Corona Escocesa
- Joyas de la corona francesa (inglés)
- Las joyas de la Corona Noruega (inglés)
- Los tesoros de la Corte imperial rusa (inglés)

- Datos: Q298742
- Multimedia: Crown jewels / Q298742